# Nanai (volk)
De Nanai Russisch: Нанайцы, Nanajtsy) zijn een Toengoezisch volk in het verre oosten van Siberië dat langs de Amoer, Songhua en Oessoeri woont. In het noordoosten van China wonen ook kleine populaties. De voorouders van de Nanai waren de Jurchen in noordelijk Mantsjoerije.
De eigenbenaming Nanaj betekent 'plaatselijke bewoners, volk van dit land': Na betekent land, aarde of grond, of in deze context hier, plaatselijk; en ni betekent volk.
De eigen benaming Hezhen (Chinees) betekent 'volk van het oosten'; in het Chinees: 赫哲族, Hèzhézú. Vroeger werd dit volk ook aangeduid met de namen Golds, Goldi en Samagir.
De Nanaitaal behoort tot de Toengoezische talen. Volgens de volkstelling van 2010 woonden er ruim 12.000 Nanai in Rusland en bijna 5.000 in China. In Rusland wonen sterk verspreid ten minste tien verschillende groepen ten noorden van de Amoer. Ook in China wonen de verschillende Nanai-groepen verspreid van elkaar. Hierdoor vormden ze tot de invoering van collectivisatie in de 20e eeuw geen linguïstische of culturele eenheid.

## Traditionele leefwijze en cultuur

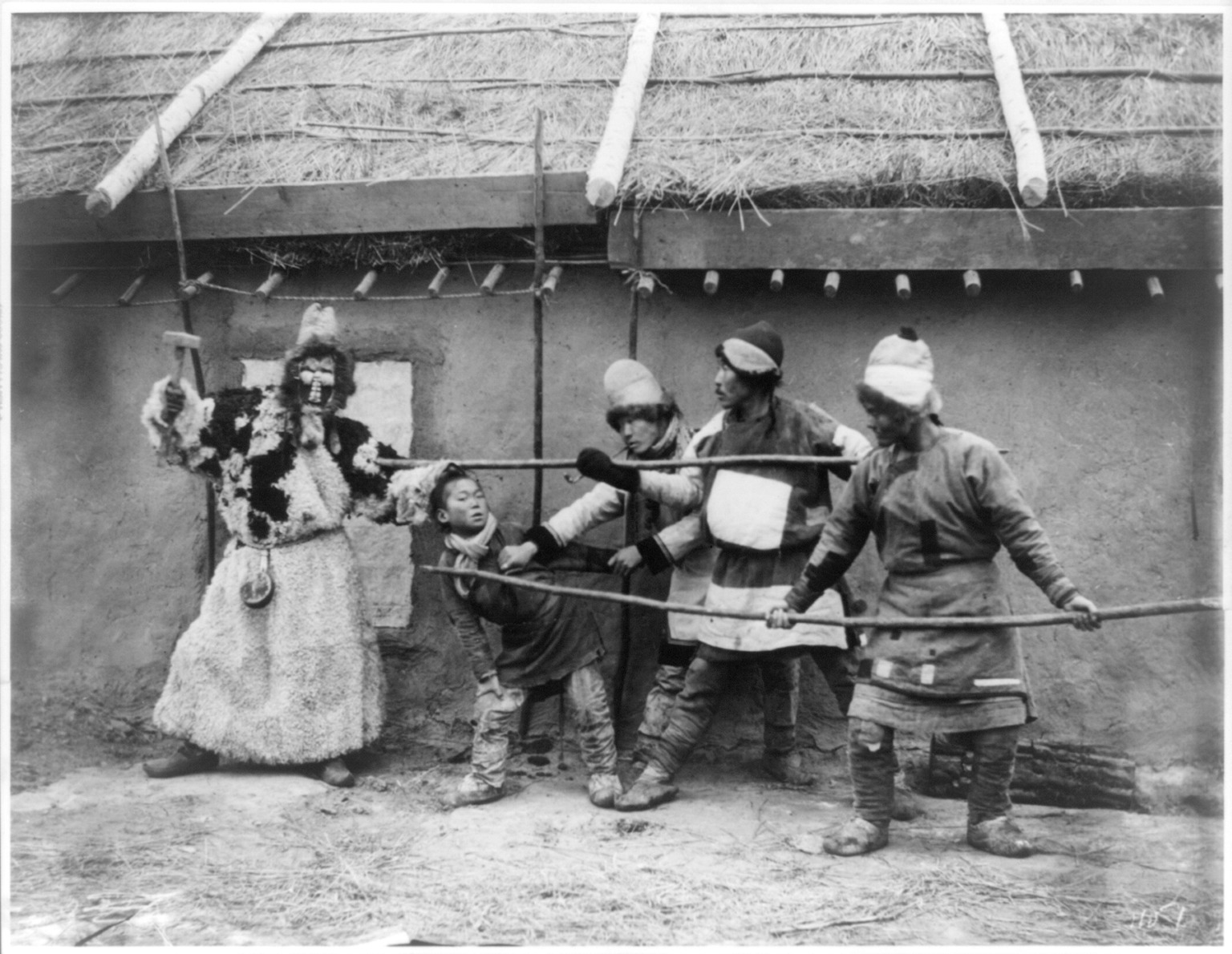
Goldi stamleden spelen een volksdrama, "Het verjagen van de kidnapper" 1895

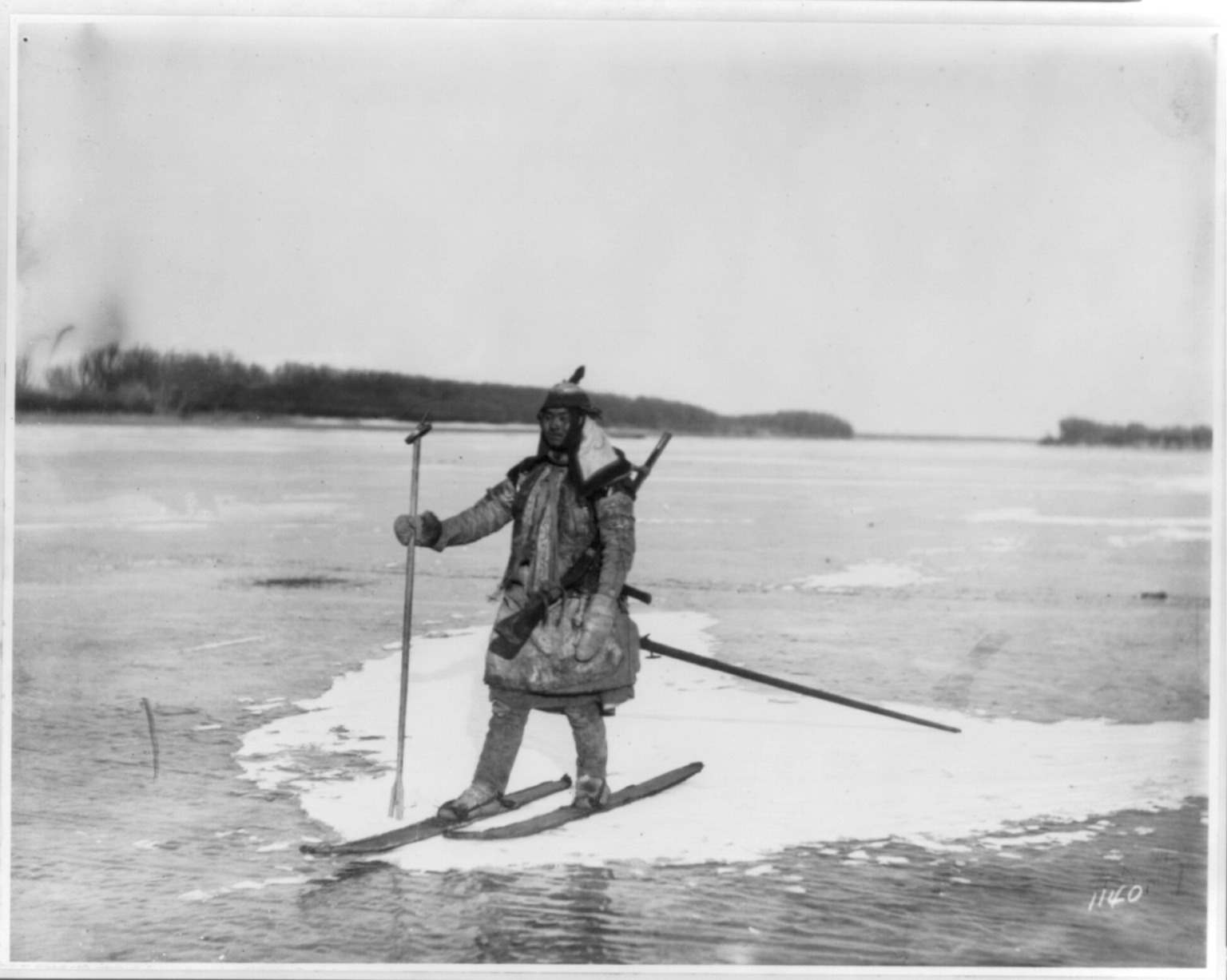
Jager op ski's op ijsschots, 1895

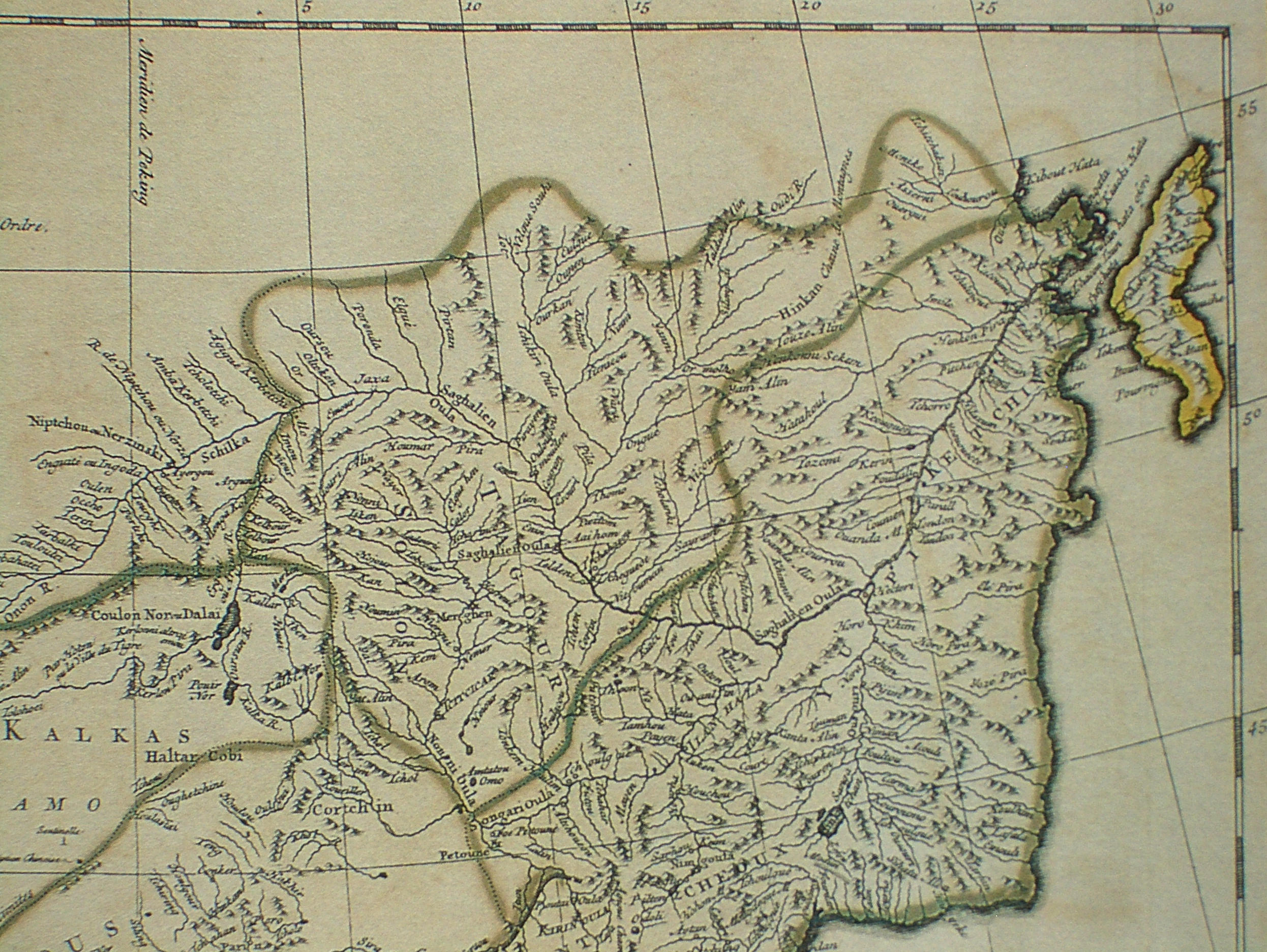
Een Franse plattegrond van 1734 toont het Yupi volk ("vissehuid" volk) aan beide zijden van de Oessoeri en Amoer ten zuiden van de monding van de Dondon (Tondon), en het Ketching volk verder stroomafwaarts langs de Amoer (waar tegenwoordig de Nanai, Oeltsj, en Nivchen leven

Een van de vroegste verslagen over het Nanaivolk in een Europese taal is van Franse Jezuïetenzendelingen uit China die in 1709 over de Oessoeri en Amoer reisden. Volgens hen stonden de volken die daar tussen het huidige Chabarovsk en Komsomolsk aan de Amoer woonden bekend als Yupi-Tataren (vishuid-tataren), terwijl ze het volk verder stroomafwaarts als Ketching beschreven.
De tweede naam is mogelijk de transcriptie van de naam die de Nanai van de Beneden-Amoer zichzelf gaven хэǯэны (Chedzen). Deze naam werd ook gebruikt voor de nauw verwante Oeltsjen.
Volgens de Jezuïeten leek de taal van het Yupivolk een positie in te nemen tussen het Mantsjoe en de taal van de "Ketching". Tussen de Yupi en de Ketching was communicatie mogelijk.

### Economie
Zoals beschreven door deze Franse reizigers in 1709, was het bestaan van deze volken vooral gebaseerd op visvangst, de jacht (voedsel en bont) nam een tweede plaats in. De mensen woonden in dorpjes langs de oevers van de rivieren en visten de hele zomer. In de zomer aten ze verse vis, met een voorkeur voor steur terwijl ze voor de winter vis droogden. In augustus werd geprofiteerd van de zalmtrek. Vis werd ook als voer gebruikt voor de enkele huisdieren die ze hielden, wat het vlees van hun varkens voor Europeanen vrijwel oneetbaar maakte.

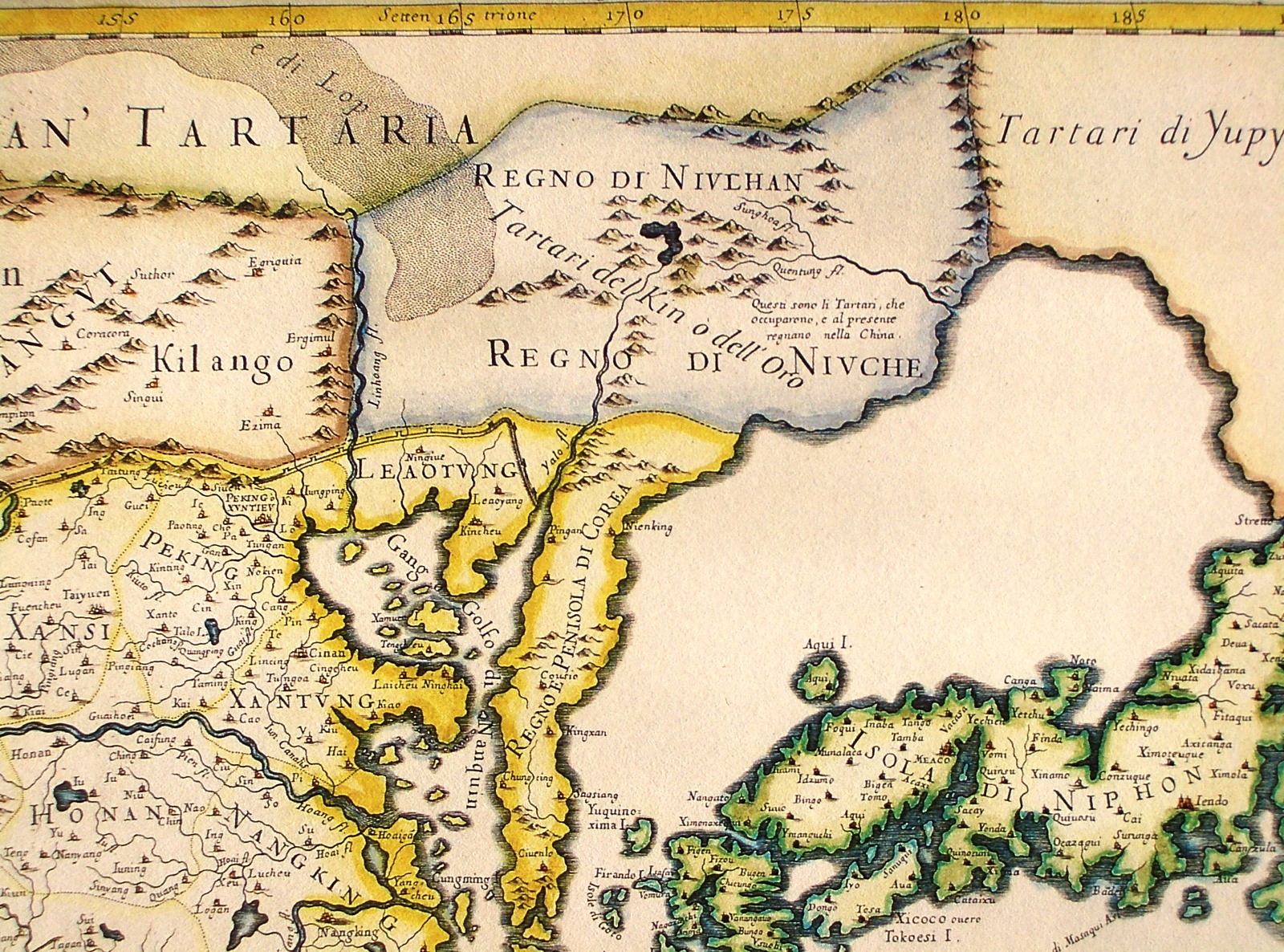
Een Italiaanse kaart uit 1682 toont het "Koninkrijk van de Niuche" (Nǚzhēn) of "Kin (Jin) Tartaren", en het gebied van de "Yupy Tartaren" of "Vishuid Tartaren" (Nanais en verwante stammen) verder naar het oosten.

Hun traditionele kleding werd gemaakt van gedroogde, aan elkaar genaaide vissenhuiden. Vissen met een gewicht van meer dan 50 kg waren hiervoor geschikt.
De naam vishuid-tataren werd ook meer algemeen gebruikt voor andere inheemse bevolking langs de benedenloop van de Songhua en Amoer.
Landbouw deed slechts traag zijn intrede. Vrijwel het enige product dat in kleine hoeveelheid langs de Oessoeri werd geteeld was tabak. De Nanai in China gingen onder invloed van de Chinezen beperkt granen en groeten telen.
De invoering van kolchozen in het Sovjettijdperk, waar landbouw en veeteelt werd bedreven, maakte van de Nanai meer een eenheid. Daarbij kwam dat het door watervervuiling geleidelijk niet meer mogelijk was van visvangst te leven.

### Religie

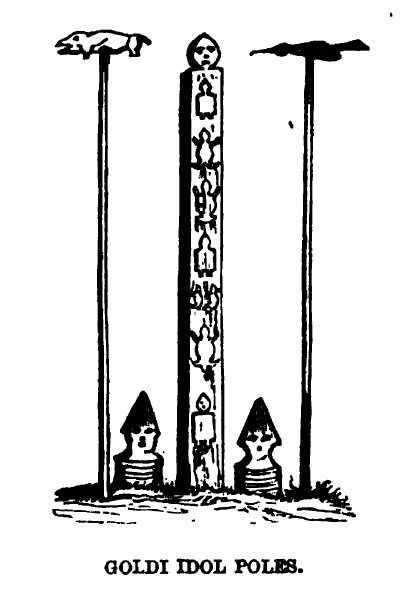
"Totempalen" van de Nanais ("Goldi"). Getekend door Richard Maack, tussen 1854-1860

De Nanai zijn over het algemeen sjamanisten en vereren vooral de beer (Doonta) en de tijger (Amba). Ze geloven dat sjamanen de macht hebben boze geesten uit te drijven door tot de goden te bidden. Door de eeuwen heen zijn ze aanbidders geweest van de geesten van zon, maan, bergen, het water en de bomen. In hun religie werden levenloze objecten vaak gepersonifieerd. Vuur werd bijvoorbeeld voorgesteld als een oude vrouw, Fadzja Mama. Mannen waren altijd beleefd in de nabijheid van een vuur.
De sjamanen van de Nanai, net als van andere Toengoezische volkeren, droegen karakteristieke kleding bestaande uit een rok, jas, leren riem met metalen hangertjes en handschoenen met figuren van slangen, hagedissen of kikkers. De hoeden waren voorzien van horens of een stuk dierenvacht.
De gestorvenen werden gewoonlijk begraven, met uitzondering van kinderen die voor hun eerste verjaardag stierven. Die werden in een stuk kleding of berkenbast gewikkeld en in de takken van een boom geplaatst, een "luchtbegrafenis". Veel Nanai zijn tevens Tibetaans Boeddhist.

## Tegenwoordige populatie

### Rusland
In Rusland wonen de Nanai over een afstand van 600 km langs de Amoer stroomafwaarts van Chabarovsk, rond Komsomolsk aan de Amoer, en langs de oevers van de Oessoeri en Giri. De zijrivieren van de Amoer werden over een afstand van 100 km bewoond. Volgens de volkstelling van 2002 woonden er 12.160 Nanai in Rusland.
In de tijd van de Sovjet-Unie werd een geschreven standaard van de Nanaitaal opgesteld in Cyrillisch schrift door Valentin Avrorin en anderen. Het wordt onderwezen in diverse scholen in Chabarovsk, maar de onderwijstaal is Russisch. Aan het eind van de 20e eeuw was voor veel Nanai hun eigen taal de tweede taal geworden naast het Russisch. Het aantal Nanaisprekers bedroeg in 1993 rond de 5800. Bij de volkstelling van 2002 gaven ruim 12.000 mensen aan Russisch te spreken, 3886 mensen gaven aan ook het Nanai te spreken. Een recenter genoemd aantal Nanai-sprekers is 1400. De Russische volkstelling van 2010 geeft een aantal van 1347 sprekers (exclusief China).
Bij de genoemde cijfers is niet duidelijk of degenen die Nanai als tweede taal spreken, of gebrekkig, al dan niet zijn meegeteld. De situatie dat de Nanai in verspreid van elkaar gelegen dorpen wonen is niet gunstig voor het behoud van de taal.

### China
De Nanai zijn een van de 56 etnische groepen die officieel worden erkend in de Volksrepubliek China, waar ze bekendstaan als "Hezhe" (赫哲族 Hèzhé-zú). Ook worden ze "Akani" genoemd. Volgens de volkstelling van 2004 bedroeg hun aantal 4.640 (de meesten in de provincie Heilongjiang). Zij spreken het Hezhen dialect van de Nanaitaal waarvan geen geschreven systeem bestaat; Nanai schrijven gewoonlijk in het Chinees (84% beheerst deze taal). In 2005 hebben docenten voor het eerst een lesboek in Hezhe samengesteld.

### Verdeling over China
Aantallen per provincie
| Provincie       | Nanai bevolking | % van totaal |
| --------------- | --------------- | ------------ |
| Heilongjiang    | 3.910           | 84,27%       |
| Jilin           | 190             | 4,09%        |
| Peking          | 84              | 1,81%        |
| Liaoning        | 82              | 1,77%        |
| Binnen-Mongolië | 54              | 1,16%        |
| Hebei           | 46              | 0,99%        |
| Anders          | 274             | 5,91%        |

## Bekende Nanai

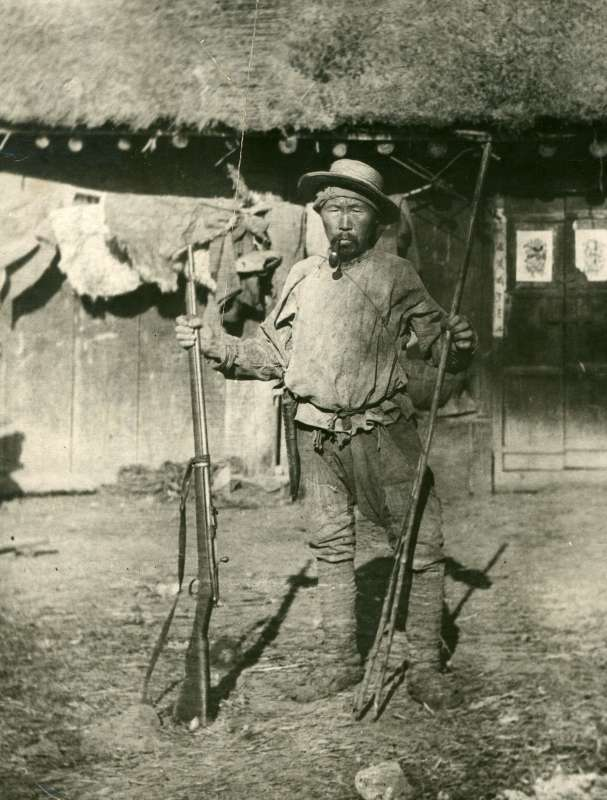
Dersu Uzala

- Een Japanse film uit 1975 Dersu Uzala, gebaseerd op Dersoe Oezala van de Russische ontdekker Vladimir Arsenjev, beschrijft de vriendschap tussen een Russische legerofficier en zijn Nanai-gids genaamd Dersoe Oezala.
- Tchotghtguerele Chalchin, een vrouwelijke sjamaan, zong in Siberië een lied in, "The Lighthouse" (een aanpassing van het gedicht "Flannan Isle" van de Engelse dichter Wilfred Wilson Gibson) op het album van de Franse producer Hector Zazou (1994) Chansons des mers froides (Lied van de koude zeeën).
- Kola Beldy (1929–1993) was een populaire zanger in de Sovjet-Unie en Rusland, vooral bekend van zijn vertolking van "Увезу тебя я в тундру" (Ik neem je mee naar de toendra).
- Han Geng, een Chinese popzanger, acteur, voormalig lid van de Koreaanse band Super Junior.

## Afbeeldingen

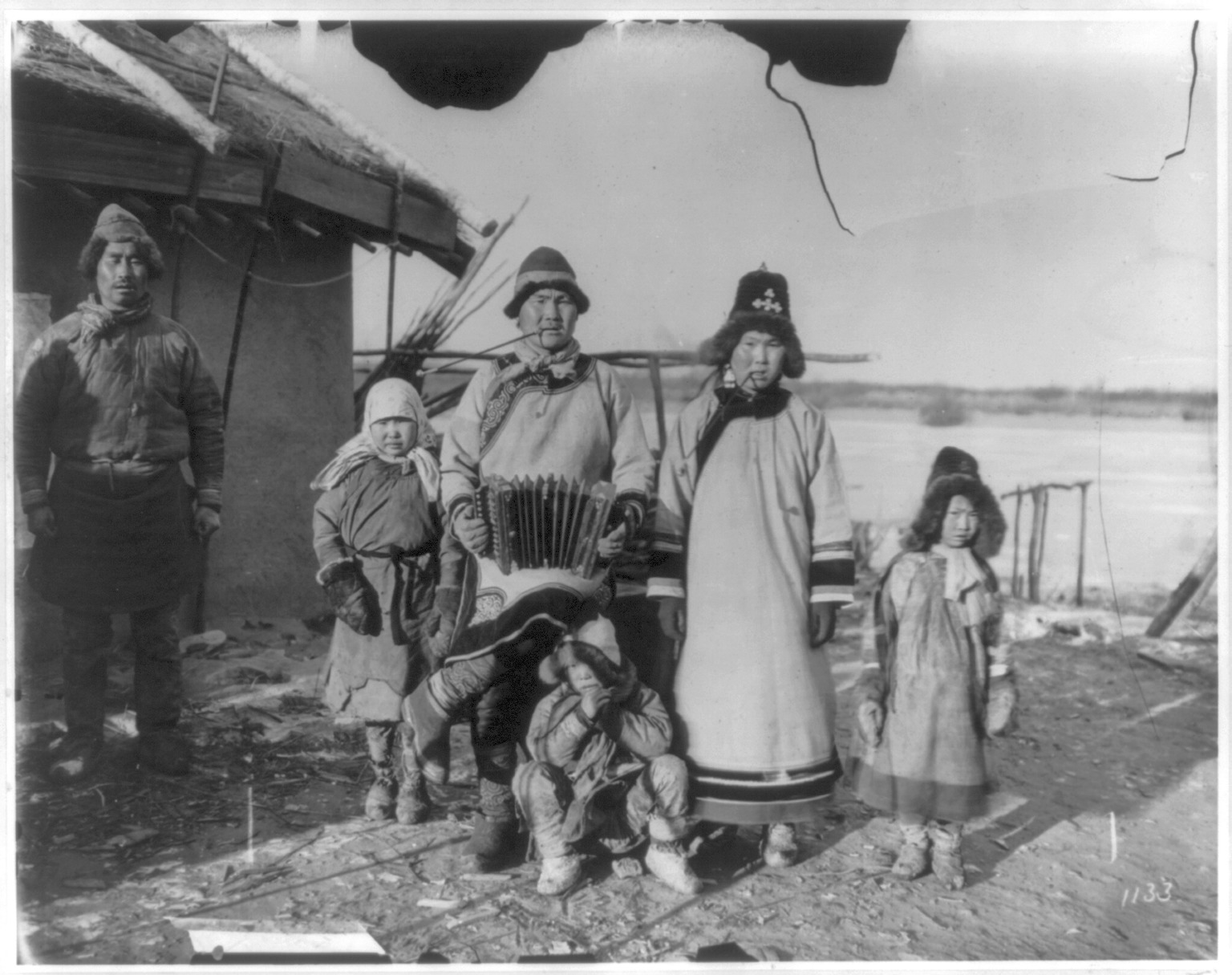
Nanai familie, ten noorden van Chabarovsk, 1895
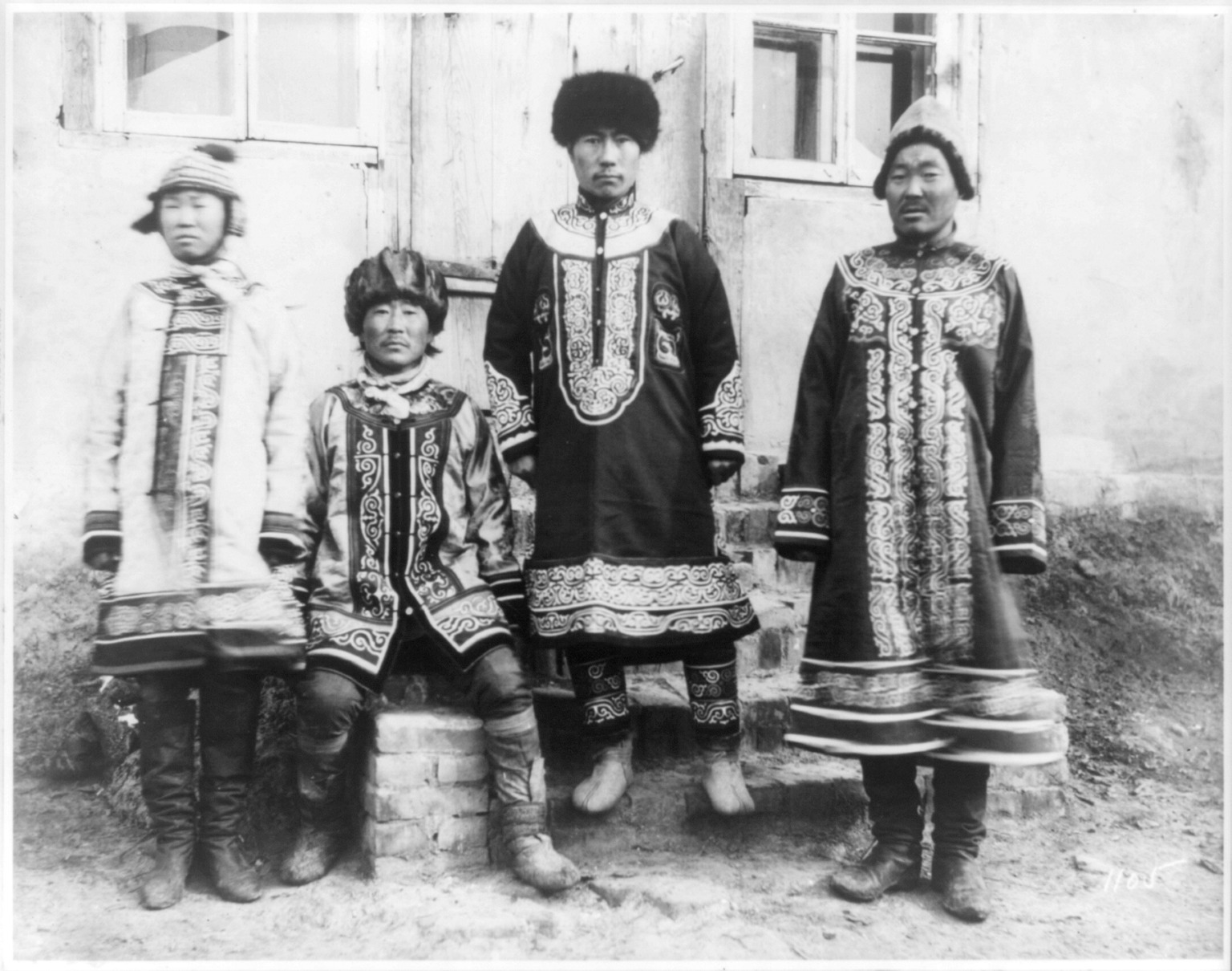
Stamhoofden, ten noorden van Chabarovsk, 1895
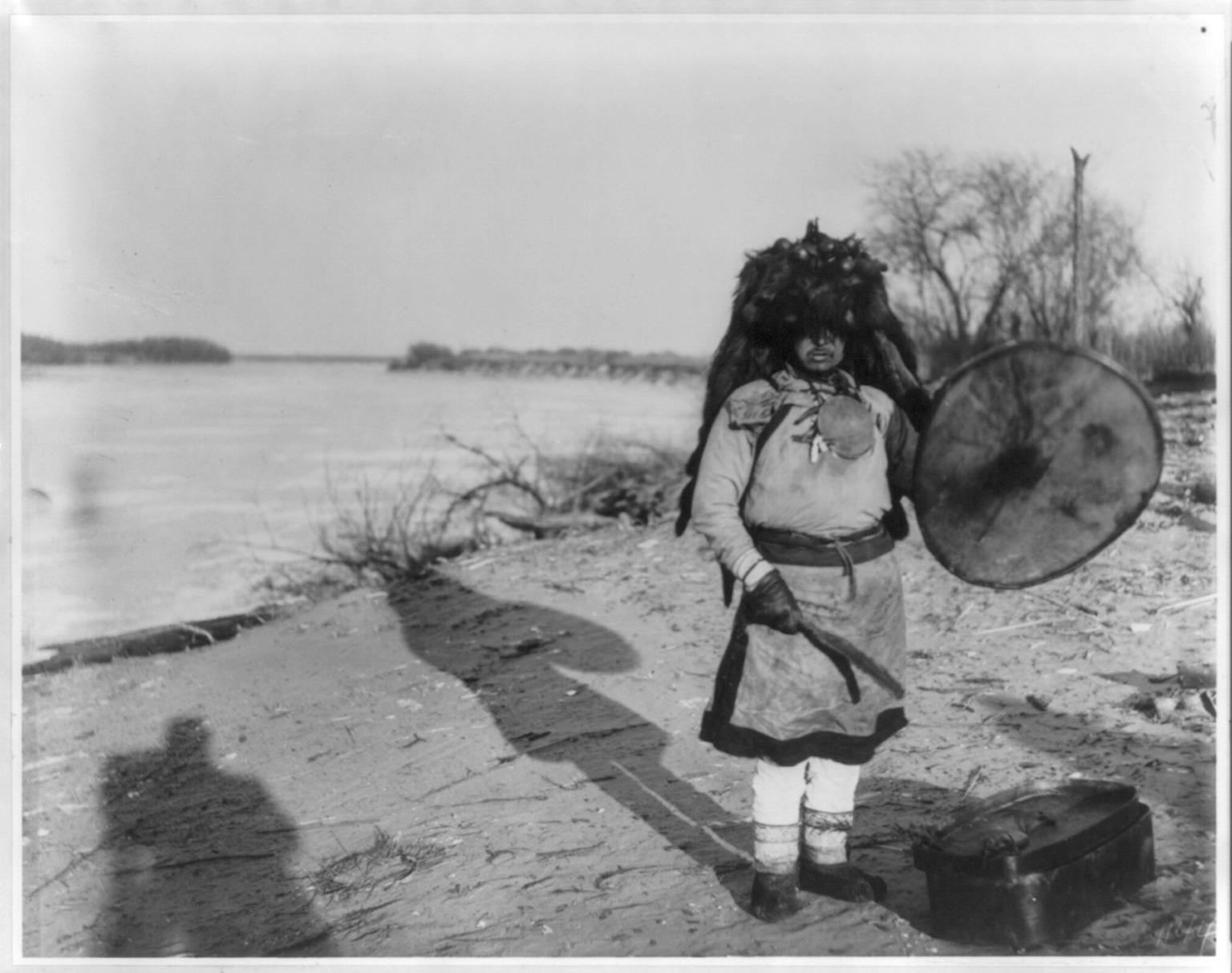
Sjamaan in zijn gewaad, 1895
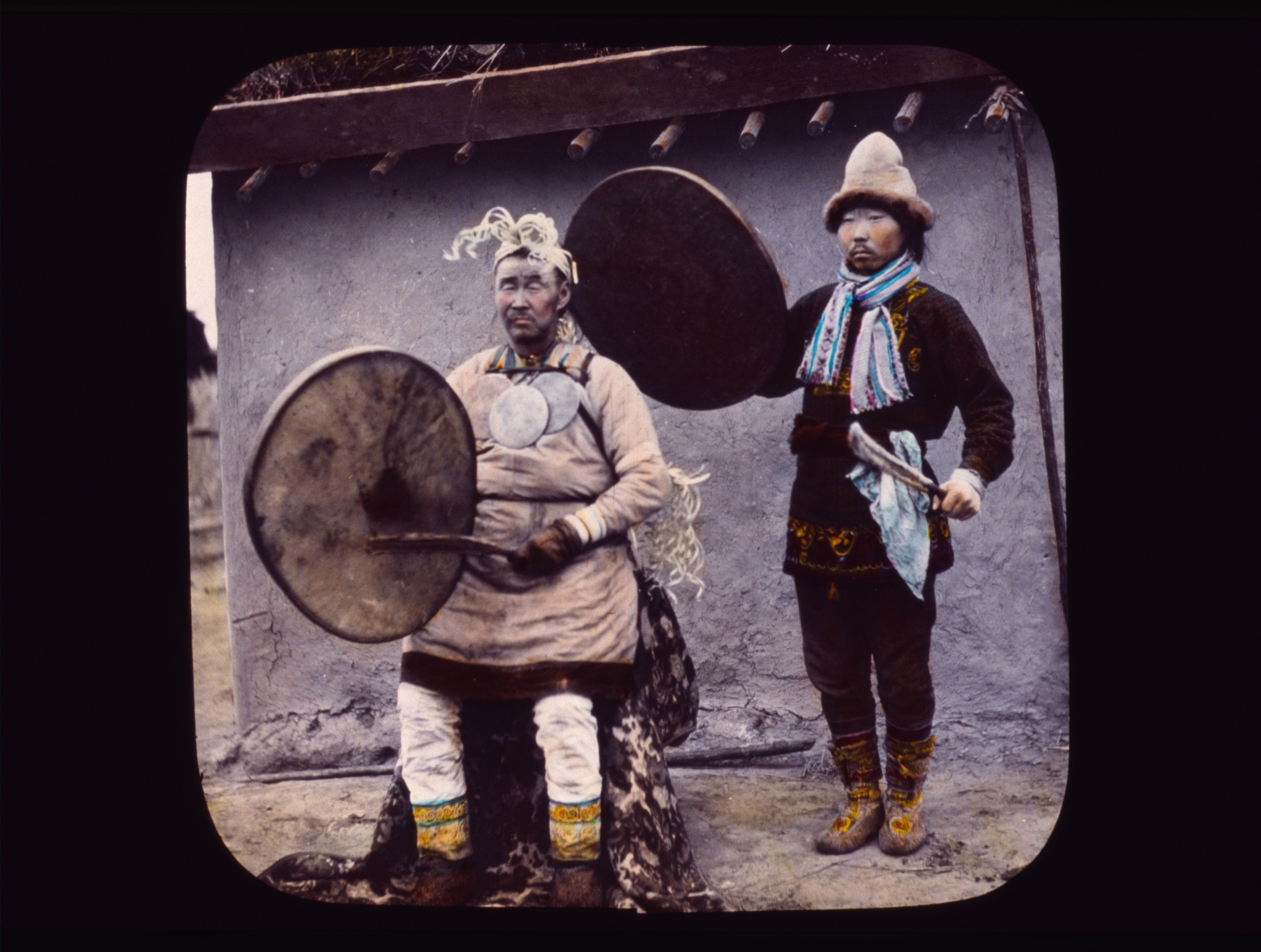
Sjamaan en assistent, 1895
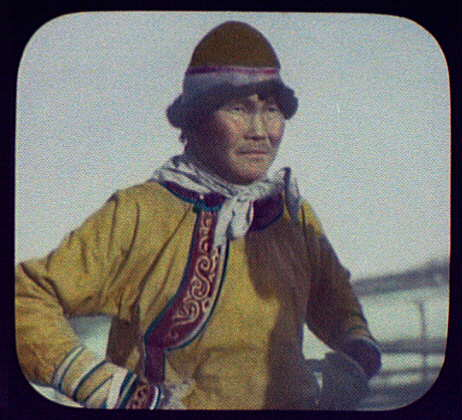
Dorpshoofd, 1895
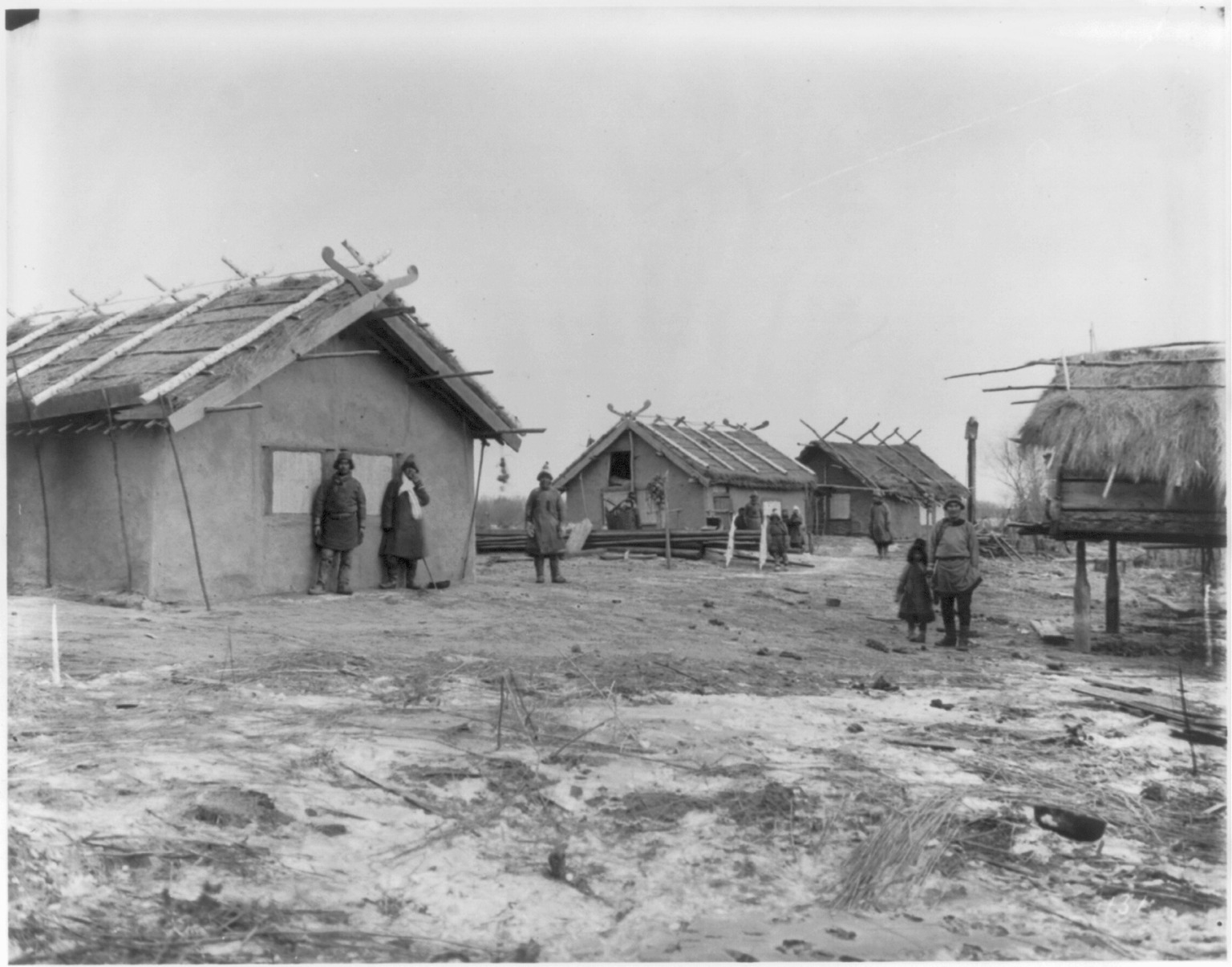
Nanaidorp langs de Amoer ten noorden van Chabarovsk, 1895
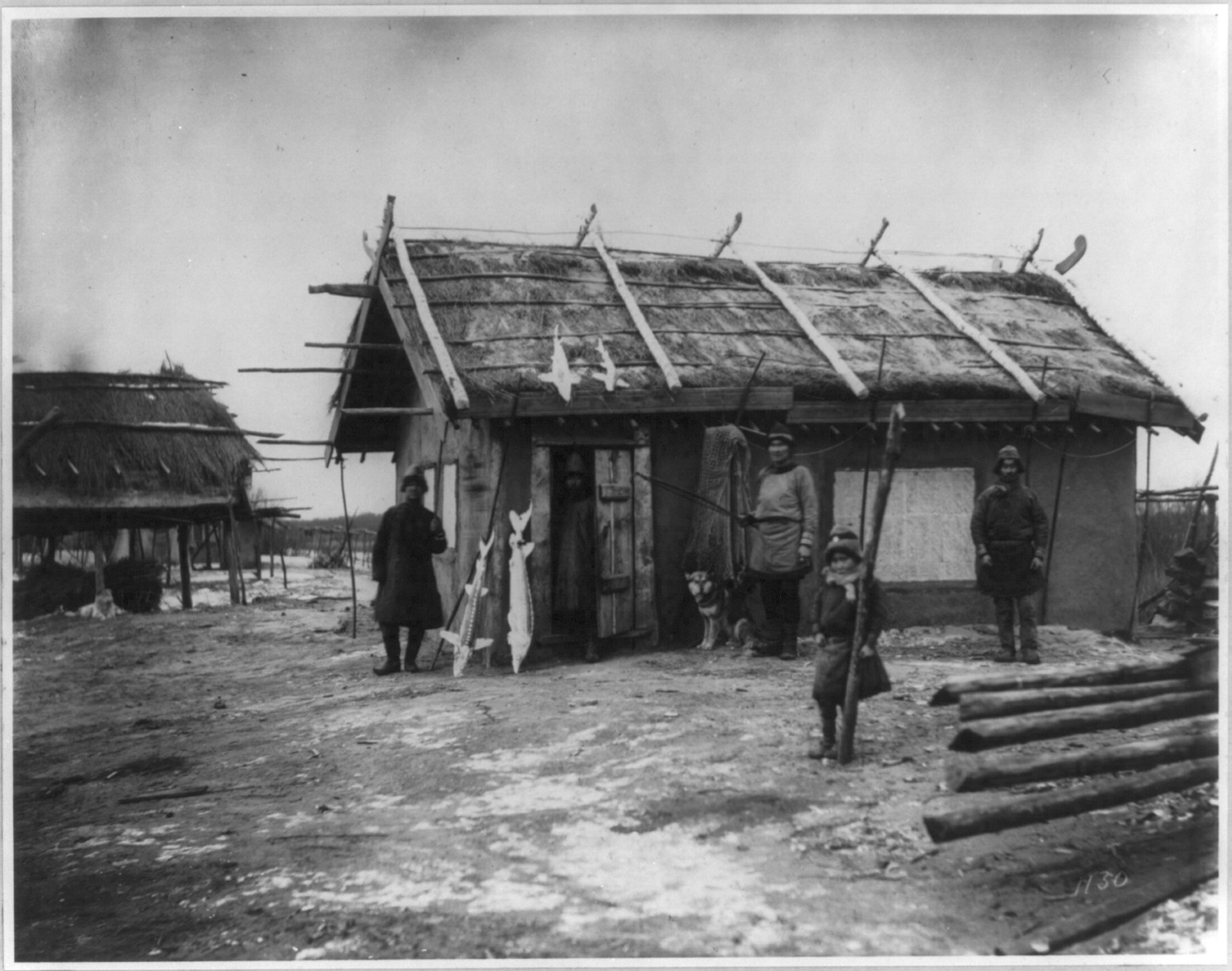
Nanaidorp, zelfde streek, 1895

Abazijnen ·
Abchaziërs ·
Achvachen ·
Adygeeërs ·
Aino ·
Aleoeten ·
Aljoetoren ·
Altaj (Oirot) ·
Andi ·
Armeniërs ·
Avaren ·
Azerbeidzjanen·
Balkaren ·
Baraba ·
Basjkieren ·
Bergjoden ·
Boerjaten ·
Chakassen ·
Chanten ·
Chinezen ·
Dargienen ·
Dolganen ·
Enetsen ·
Evenen ·
Evenken ·
Georgiërs ·
Grieken ·
Ingoesjen ·
Ingriërs ·
Itelmenen ·
Jakoeten ·
Joden ·
Joekagieren ·
Joepiken ·
Kabardijnen ·
Kalmukken ·
Kamtsjadalen ·
Karatsjajers ·
Kareliërs ·
Kazachen ·
Kereken ·
Ketten ·
Komi ·
Koreanen ·
Korjaken ·
Korjo-saram ·
Krim-Tataren ·
Lezgiërs ·
Mansen ·
Mari (Tsjeremissen) ·
Meschetische Turken ·
Mordwienen ·
Nanai ·
Negidalen ·
Nenetsen (Joeraken) ·
Nganasanen ·
Nivchen (Giljaken) ·
Nogai ·
Oedegen ·
Oedmoerten ·
Oekraïners ·
Oeltsjen ·
Oezbeken ·
Oroken ·
Orotsjen ·
Osseten ·
Polen ·
Pomoren ·
Rusland-Duitsers (inclusief Wolga-Duitsers) ·
Russen ·
Samen (Lappen) ·
Selkoepen ·
Sjoren ·
Sojoten ·
Tabassaranen ·
Perzen (Tadzjieken) ·
Taten ·
Teleoeten ·
Tofalaren ·
Tsachoeriërs (Caxur) ·
Tsjerkessen ·
Tsjetsjenen (Noxchi) ·
Tsjoektsjen ·
Tsjoelymen ·
Tsjoevanen ·
Tsjoevasjen ·
Turkmenen ·
Toevanen ·
Wepsen ·
Belarussen (Wit-Russen) ·
Wolga-Tataren ·
Woten
Achang · Akha · Bai · Baima · Blang (Bulong) · Bonan · Buyi · Dai · Daur · De'ang · Dong · Dongxiang · Drung · Evenken · Gaoshan (Taiwanese aboriginals) · Gelao · Gin (Vietnamezen) · Han · Hani · Hlai (Li) · Hui · Jingpo · Jino · Kazachen · Kirgiezen · Koreanen · Lahu · Lhoba · Lisu · Mantsjoes · Maonan · Miao (Hmong) · Mongolen · Monpa (Menba) · Mulam (Mulao) · Nanai (Hezhe) · Naxi · Nu · Oeigoeren · Oezbeken · Oroqen · Pumi · Qiang · Russen · Salar · She · Sui · Tadzjieken · Tataren · Tibetanen (Zang) · Tu · Tujia · Wa (Va) · Yao · Yi · Yugur · Xibe · Zhuang